# Marburg
Marburg an der Lahn város Hessenben, Németországban. A Marburg-Biedenkopf körzet központja.

## Nevének eredete
Nevét annak a ténynek köszönheti, hogy korábban itt húzódott a Türingiai Tartománygrófság és a Mainzi Érsekség határa („mar(c)”). Egyébként a mai szlovéniai Maribor városának hajdani német neve is Marburg volt.

## Fekvése
A város a Lahn két partján fekszik, a Német-középhegyvidéken. Nyugatra a Gladenbachi-hegyvidékig, keletre a Lahn-hegységen át az Amöneburgi-medencéig terjeszkedik területe. Félúton fekszik a Frankfurt-Kassel útvonal mentén (mindkét várostól kb. 77 km-re), a legközelebbi nagyobb település Gießen, 27 km-re fekszik. A város legmagasabb pontja a Störner-hegy (412 m), legmélyebb pedig a Lahn-völgyben található délen (173 m).

## Éghajlata
| Hónap                         | Jan.  | Feb.  | Már.  | Ápr. | Máj. | Jún. | Júl. | Aug. | Szep. | Okt. | Nov.  | Dec.  | Év    |
| ----------------------------- | ----- | ----- | ----- | ---- | ---- | ---- | ---- | ---- | ----- | ---- | ----- | ----- | ----- |
| Rekord max. hőmérséklet (°C)  | 15,6  | 19,3  | 24,7  | 28,2 | 30,7 | 38,0 | 38,8 | 37,8 | 31,3  | 26,0 | 22,0  | 15,1  | 38,8  |
| Átlagos max. hőmérséklet (°C) | 5,3   | 7,3   | 11,2  | 16,4 | 19,9 | 25,4 | 24,0 | 22,7 | 21,1  | 15,6 | 8,4   | 6,0   | 15,3  |
| Átlagos min. hőmérséklet (°C) | 0,3   | −1,6  | −0,2  | 2,8  | 6,4  | 11,5 | 10,7 | 10,5 | 7,7   | 5,7  | 2,1   | 1,1   | 4,8   |
| Rekord min. hőmérséklet (°C)  | −15,5 | −18,0 | −13,4 | −7,2 | −6,2 | 1,0  | 2,1  | 3,1  | −0,8  | −6,2 | −11,3 | −16,5 | −18,0 |
| Átl. csapadékmennyiség (mm)   | 60    | 54    | 44    | 36   | 57   | 44   | 37   | 41   | 48    | 39   | 38    | 69    | 567   |
| Forrás:                       |       |       |       |      |      |      |      |      |       |      |       |       |       |

## Közigazgatás

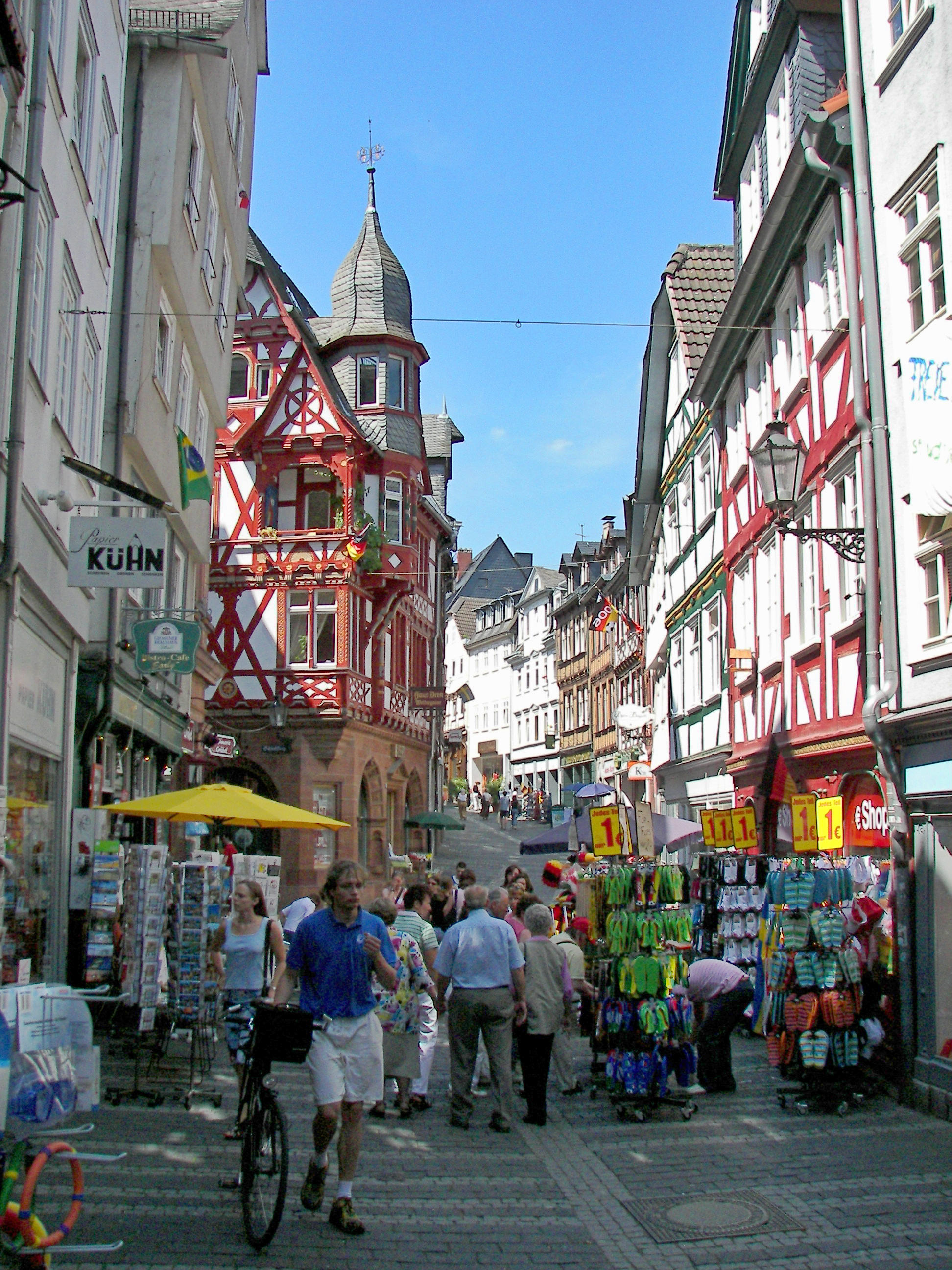
A Wettergasse Marburg belvárosában

Marburg városa közigazgatási-statisztikai szempontból 20 városrészre osztható fel, amelyek nagy része valaha önálló település volt. Ezek a következők (zárójelben a lakosok száma főben):

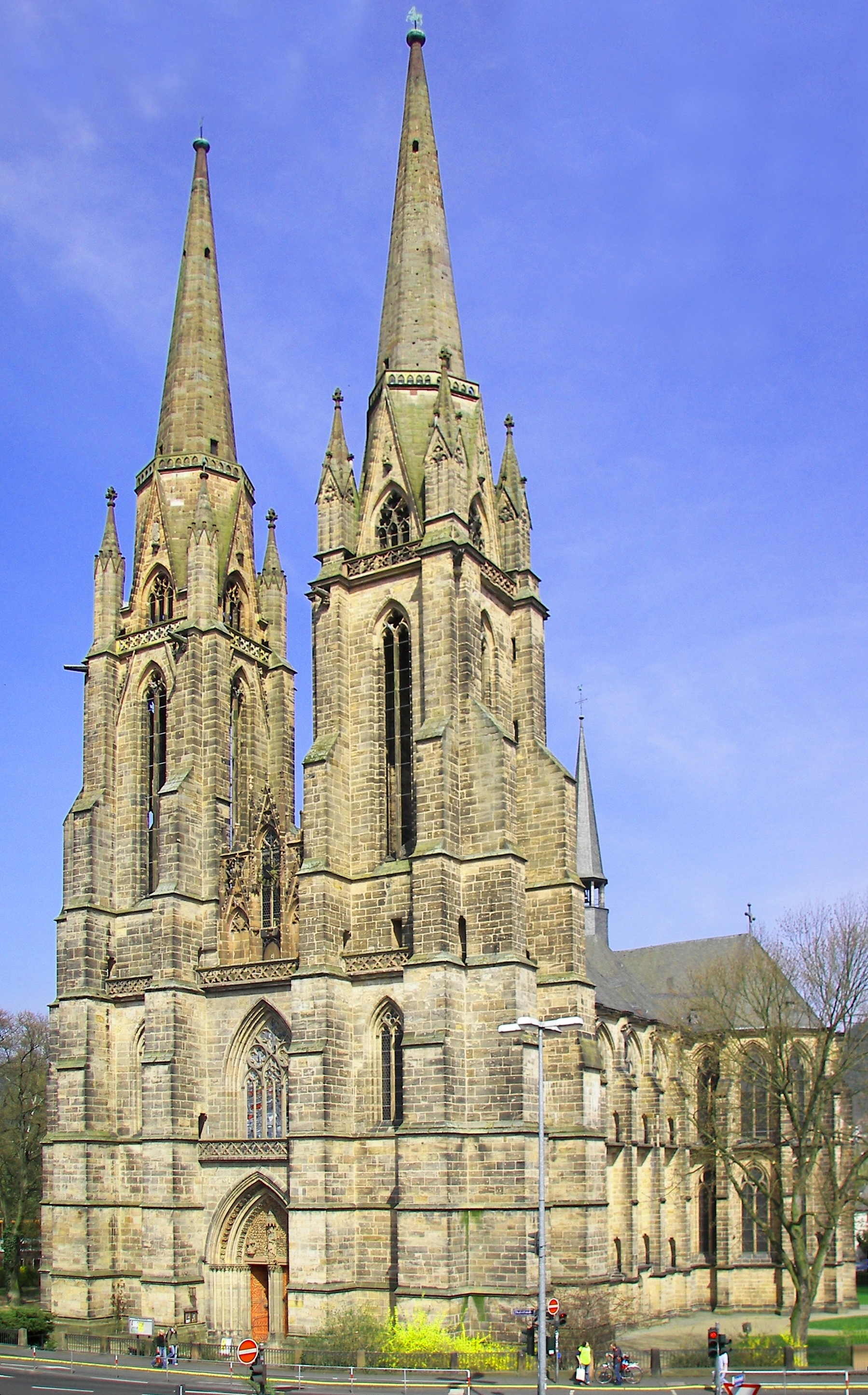
Az Erzsébet-templom

| - Bauerbach (1630) - Bortshausen (245) - Cappel (kb. 6500) - Cyriaxweimar (kb. 600) - Dagobertshausen (441) - Dilschhausen (178) - Elnhausen (1275) | - Ginseldorf (817) - Gisselberg (915) - Haddamshausen (580) - Hermershausen (406) - Marbach (3250) - Michelbach (kb. 1900) - Moischt (kb. 1200) | - Ockershausen (kb. 5600) - Richtsberg (kb. 9000) - Ronhausen (242) - Schröck (1838) - Wehrda (kb. 6500) - Wehrshausen (807) |

## Történelme

### Az alapítás és a kezdetek
Mint sok más település, Marburg is két forgalmas kereskedelmi út találkozásánál jött létre a kora középkorban: a kelet-nyugati Köln-Prága és az észak-déli Északi-tenger-Alpok-Olaszország utak, a Lahn folyó átkelési helyén. A várost a 9. és a 10. századtól a Giso-dinasztia által emeltetett kis vár védte. Marburg 1140 óta város a pénzérmék tanúsága alapján. A Gisóktól kezdve a vidék a Türingiai Grófsághoz tartozott, melynek központja az Eisenach feletti Wartburg vára volt.

#### Szt. Erzsébet
1228-ban Türingia özvegy tartománygrófnéja, Erzsébet Marburgot választotta lakhelyéül, aki II. András magyar király leánya volt, aki IV. Lajos türingiai tartománygróf felesége lett. Mivel megromlott a viszony közte és sógora, az új gróf között, áttelepült ebbe a városba. A grófné életét a beteg emberek ápolásának szentelte, kórházat is építtetett. Korán, 24 évesen érte a halál 1231-ben, de mindmáig az egyik legkiemelkedőbb személyiségnek tartják azok közül, aki a városban éltek valaha. 1235-ben szentté avatták, és a Német Lovagrend már abban az évben megkezdi sírja fölé építeni az Erzsébet-templomot, ugyanis egyik nagymesterük Türingiai Konrád, férjének testvére, így az ő sógornője volt. Zarándokok jöttek ekkor ide Európa minden tájáról, a város első virágkorát élte.

#### Hessen fővárosa
1264-ben Szt. Erzsébet lánya (Brabant Szófia) sikerrel megszerezte fia (I. Hesseni Henrik) számára a Hesseni grófság trónját, ami addig Türingiához tartozott. Marburg (Kassel mellett) ekkortól kezdve Hessen fővárosa volt 1540-ig. A grófság első kettéosztásakor, 1485 és 1500, valamint 1567 és 1605 között Hessen-Marburg fővárosa volt. Hessen egyike volt a legerősebb második vonalbeli fejedelemségeknek Németországban. Örök ellensége a mainzi érsek, az egyik választófejedelem volt, aki számos háborúban és konfliktusban vetélkedett Hessennel évszázadokon át a területért folyó harcban.
1605 után Marburg már csak egy vidéki kisvárosnak számított, ami az egyeteméről volt híres. Háttérbe szorult két évszázadra a harmincéves háború (1618-1648) után, amikor Hessen-Darmstadt és Hessen-Kassel küzdött érte. A Marburg környéki hesseni vidék lakosságának több mint kétharmadát elvesztette. Ilyen arányú veszteség a későbbiekben sem érte. (beleértve az első és a második világháborút is).

#### Reformáció
1527-ben Marburgban alapították meg a világ első protestáns egyetemét a Marburgi Egyetemet, más néven Philipps-Universität. Egyike volt az öt klasszikus "egyetemi falu"-nak. A másik négy Freiburg, Göttingen, Heidelberg és Tübingen voltak.
1529-ben I. Hesseni (Bátor) Fülöp gróf meghívására az itteni egyetemen tartották a marburgi hitvitát Luther Márton és Ulrich Zwingli között. Az úrvacsora megítélésében nem sikerült egyezségre jutniuk, ami sorsdöntőnek bizonyult a későbbiekben: az evangélikus és református egyház fejlődése így külön utakra terelődött.

#### Romantika időszaka
A 18. században a város jelentőségének háttérbe szorulása miatt nem jutott pénz új épületek felhúzására vagy területi terjeszkedésre. Ennek köszönhetően viszonylag érintetlen gótikus épületei érintetlenül fennmaradhattak. Amikor a romantika válik uralkodó stílussá Marburg újra jelentőségteljes hellyé válik, és a romantika mozgalmának számos vezető alakja itt élt, tanított vagy tanult a városban. Főként az irodalom, filológia, népművészet és a jog területén alkottak kiemelkedőt. Ezek a hírességek gyakran barátok is voltak. Ilyen kiemelkedő személyiségek voltak: Friedrich Karl von Savigny (jogász, a római jog németországi meghonosítója), Achim von Arnim (költő, író és társadalmi aktivista), Clemens Brentano és Bettina von Arnim. Nemzetközileg a leghíresebbek azonban a Grimm testvérek voltak, akik számtalan mese történetét innen merítették: Rapunzell tornya Marburgban áll és a Lahn-dombsági Schwalm vidékén a kislányok piros csuklyás ruhát hordanak.
Az 1820-as évekre a híres emberek eltűnnek Marburgból és 45 évre Marburg újra háttérbe szorul Hessenben.

#### Porosz város
Az 1866-os porosz–osztrák háborúban a Hesseni választófejedelem az Osztrák Császárságot támogatta. A poroszok azonban legyőzték és vérontás nélkül elfoglalták Hessen-Kasselt (ahogy Hannover, Frankfurt városát és más területeket is) a Majnától északra, míg az Habsburg-barát Hessen-Darmstadt független maradt. Marburgnak ez kedvező fordulatot jelentett. A poroszok úgy döntöttek, hogy a várost teszik meg a fő közigazgatási központnak az új tartományban, egyetemét pedig regionális akadémiai központtá kívánták fejleszteni. Marburg tehát újra fejlődésnek indult. A porosz iskolarendszer ekkoriban a világ egyik legjobbika volt, így a marburgi egyetem ismét híres tanítványokat vonzott.
Mindemellett a városban alig találni ipari üzemeket. A nem éppen jól megfizetett tanulók, professzorok és hivatalnokok miatt a város meglehetősen konzervatív volt.

#### 20. század

##### A marburgi beszéd
1934. június 17-én Franz von Papen, Németország alkancellárja náciellenes beszédet mondott a Marburgi Egyetemen. Ennek következtében ölték meg Papen asszisztenseit a nácik.
1945-ben Paul von Hindenburg elnököt, hadvezért és a város díszpolgárát itt helyezték végső nyugalomra az Erzsébet-templomban. A második világháborút a város csaknem sértetlenül vészelte át. Csupán a vasútállomás környékét, és Lahnberge körzetét érte bombatámadás. A háború után Marburgnak is, mint minden német városnak menekülteket kellett befogadnia. Csak ekkor jelentek meg az ipari kis- és középüzemek nagyobb számban a városban.
Marburg ma a világ egyik leghaladóbb szellemű vakok iskolájáról híres. A gyalogos átkelőhelyek jelzőlámpái mind hangos jelzésre is képesek.

##### Marburg-vírus
Bővebben lásd: Marburg marburg-vírus
1967-ben, a helyi gyógyszerkutató központba Afrikából származó majmokat hoztak. A gyógyszerkutató központ 34 dolgozója, aki kapcsolatba került a majmokkal, egy titokzatos betegséget kaptak el. A vírust a felfedezés helyéről Marburgnak nevezték el. Ez egy vérzéses láz (hemorágiás láz). A hemorágiás lázakhoz tartozik az Ebola, és még néhány, Magyarországon, sőt egész Európában előforduló vírus, illetve betegség. Tünetei az Ebolához nagyon hasonlók. Kezdetben, az inkubációs idő alatt a tipikus influenza tüneteit mutatja: magas láz, fejfájás… Ezt követi, a bőr egyes területeinek vérzéses foltosodásai, majd a vírus az idegrendszert, és a legfőbb szerveket is megtámadja. Ha az idegrendszert megtámadja, biztos halál következik, ha azt nem éri el, lehetséges tüdő bevérzés (ödéma) és ez által halál. Halálozási aránya az Ebola halálozási arányával vetekszik; Ebola: 85-90%, Marburg: 80-90%. Rendkívül veszélyes betegség. Ellenszere nincs, éppúgy mint az Ebolának sincs. 1 gramm vírussal egész Európa és Amerika lakosságát ki lehetne irtani.
Hasonló betegség a krími-kongói vírus, Magyarországon 2006 szeptemberében ütötte fel fejét Pécsett. Ennek a halálozási aránya 35-50%, viszont a megbetegedett két ember, aki szenvedett benne, túlélte. Ez az eset felhívja az emberiség figyelmét, hogy mennyire esendők vagyunk. Bárhol feltűnhet egy hasonló vírus, mely veszélyeztetheti az emberi civilizált életet.

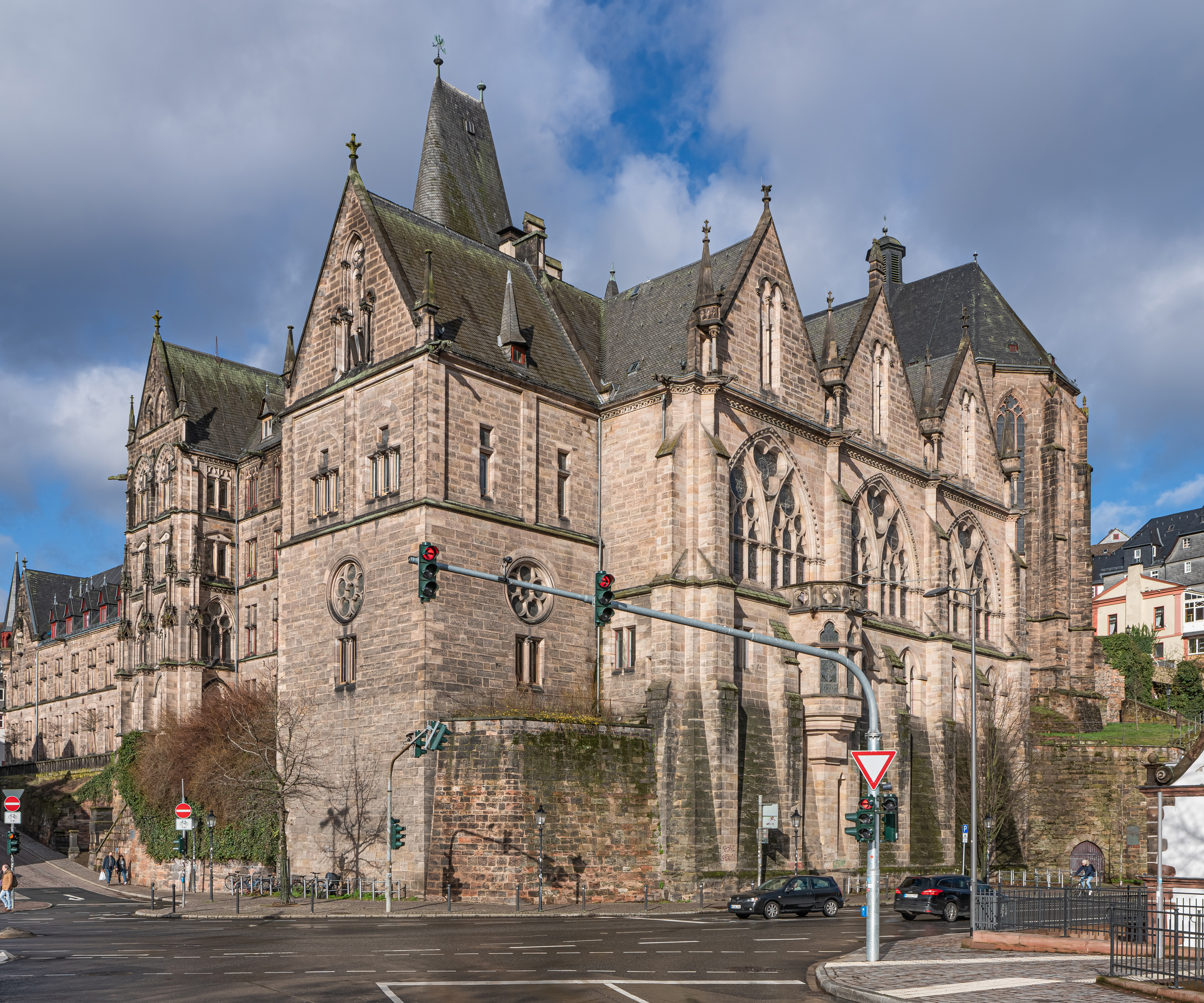
A régi marburgi egyetem

## Híres marburgiak

### Professzorok
- Denis Papin (1690 körül) – az első dugattyús gőzgép feltalálója
- Friedrich Carl von Savigny (1800 körül) – jogász, a római jog németországi meghonosítója
- Robert Wilhelm Bunsen (1850 körül) – kémikus
- Ferdinand Justi (az 1860-as évektől) – összehasonlító nyelvészet és germán filológia
- Alfred Wegener (1880-1930) – egyetemi magándocens
- Emil von Behring (1900 körül) – gyógyszerész
- Paul Tillich (1924-1925) – vallásfilozófia

### Tanítványok
- Mihail Vasziljevics Lomonoszov (1736-1739) – orosz természettudós és író
- Grimm fivérek (1785/6-1863/59) – nyelvtudósok, mesegyűjtők
- Karl Gustav Adolf Knies (1821–1898) közgazdász, a német történeti iskola képviselője, az MTA tagja
- Karl Ferdinand Braun (1850-1918) – fizikus, Nobel-díjas
- Wilhelm Ritter (1850-1926) – festő
- Gustav Jenner (1865-1920) – zeneszerző, karmester
- Otto Hahn (1879-1968) – fizikus, a maghasadás felfedezője
- Karl Ziegler (1889-1973) – kémikus, Nobel-díjas
- Hans-Georg Gadamer (1900-2002) – filozófus, született marburgi
- Borisz Leonyidovics Paszternak (1912-1914) – orosz író
- Gertrud von Le Lort (1913-1914) – költő és filozófus
- José Ortega y Gasset (1906-1907) – spanyol filozófus, szociológus, esszéíró
- Hannah Arendt (1924-1926) – filozófus, szociológus, politológus
- Gustav Heinemann (1920) – az NSZK 3. szövetségi elnöke
- Jürgen Habermas (* 1929) – szociológus és filozófus, a marburgi egyetemen habilitált Wolfgang Abendroth-nál

### Híres szülöttei
- Süss Nándor (Ferdinand Suess, 1848–1921) mechanikus, a magyarországi műszerészképzés és finommechanikai ipar megteremtője, az egykori Magyar Optikai Művek jogelődjének alapítója

## Látnivalók

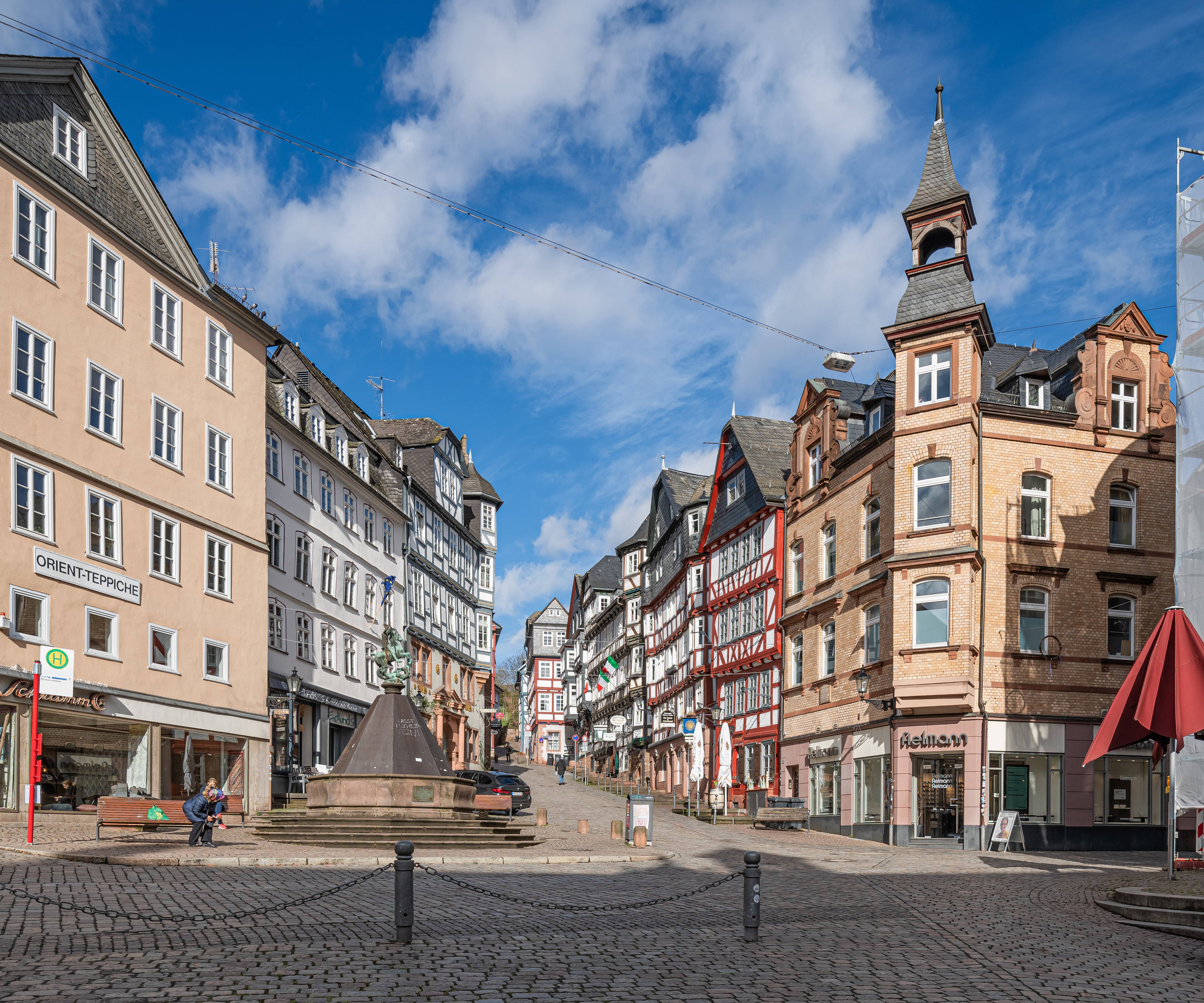
Marburgi főtér

### A városról általában
Marburg középkori templomairól híres. Különösen az Erzsébet-templomról, amely az Alpoktól északra található második vagy harmadik legkorábbi gót templom Franciaországon kívül.
Marburg egy hangulatos, templomok és vár uralta hegyoldali város, tele a gót és reneszánsz építészet emlékeivel. A régi műemlékek fennmaradása a város 1600 és 1850 közötti háttérbe szorulásának köszönhető. De eltérően például Rothenburg ob der Taubertől ez nem egy skanzen, mivel a későbbiekben újra jelentőségre tett szert a város. Ugyanakkor nem is kimondott turisztikai központ, sokkal inkább egy hallgatókkal teli egyetemi város.

### Erzsébet-templom
A templom Németország legrégibb tisztán gótikus épülete, a város jelképe. A Német Lovagrend építtette (Árpád-házi) Szent Erzsébet halála (1231) és szentté avatása (1235) után, akinek a sírja is itt található. Az építkezés 1283-ig tartott. A templomnak köszönhetően kiemelt zarándokhely volt a város a középkorban.

### A grófok vára (Landgrafenschloss)

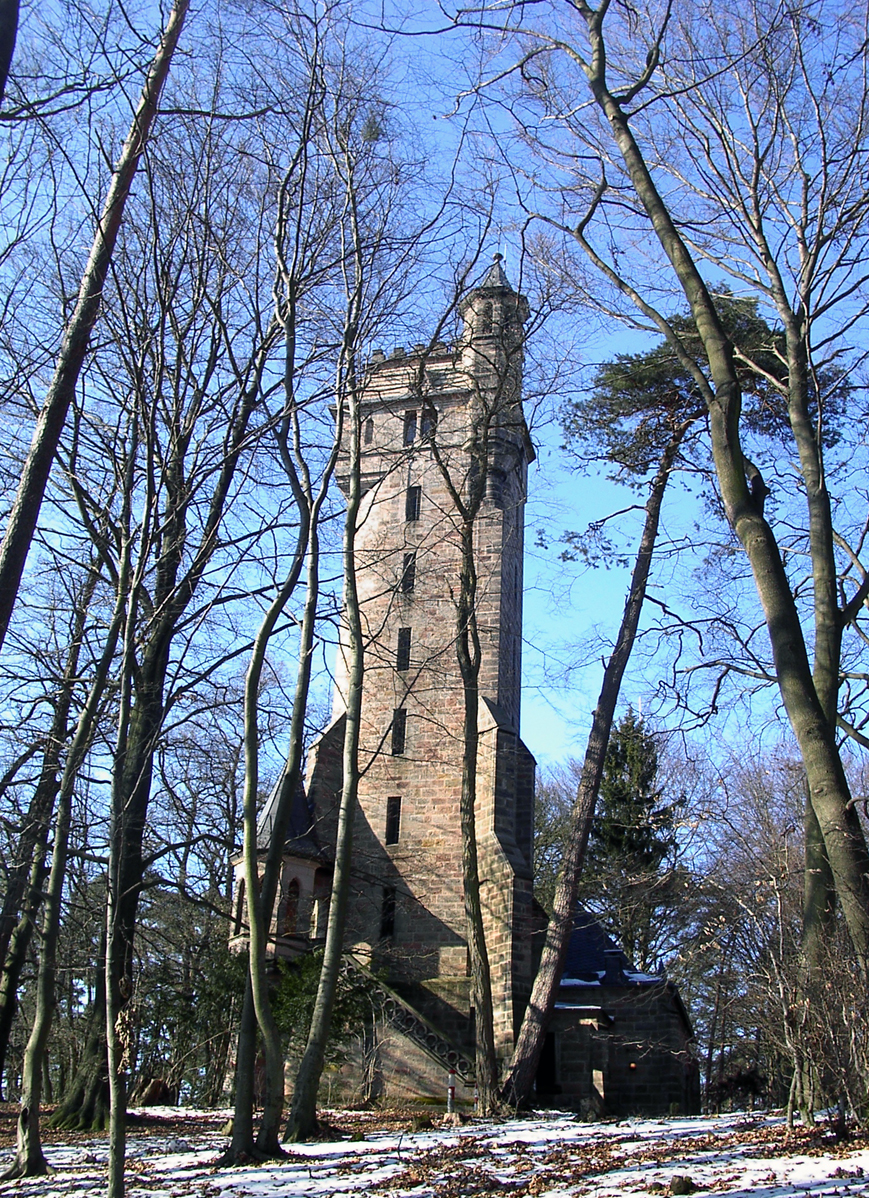
Spiegelslustturm

A vár a város szinte minden pontjáról jól látható. Egy 287 m magas, tarkakőből álló hegyre építették. Politikai jelentősége (ez volt a hesseni grófok első székhelye) mellett kiemelkedő művészet- és építészettörténeti fontosságú is. Egyes részei a 11-12. században épültek, mások a 13. század második felében. A várkápolna, valamint az épület termei (mint a Nagyterem, Fejedelem-terem) kiemelkedő építészeti alkotások. Itt találhatók Közép-Európa legnagyobb gótikus termei a világi (nem egyházi) építészeten belül. A várban található egy várostörténeti kiállítás, ezenkívül nyáron a várudvarban színházi előadásokat, koncerteket és egyéb kulturális programokat (például középkori vásár) rendeznek. A kastélyparkban népszerű a szabadtéri mozi, mely májustól szeptemberig működik. A kastély földalatti járataiban áprilistól októberig pedig idegenvezetéssel a kazamaták is látogathatók minden szombaton. Télen ugyanezen kazamaták a téli otthona több mint 5000 denevérnek is.

### Spiegelslust
A hely Werner Freiherr von Spiegel zum Desenbergről kapta a nevét, aki a marburgi egyetemen tanult. A korábban „Köhlers Ruhe“-nak nevezett terület kirándulóhellyé alakította át. Először egy pavilont emelt, majd vendégház is épült. 200 méterre tőle található a Vilmos császár-torony (Kaiser-Wilhelm-Turm; I. Vilmos császár után), mely Spiegelslustturm néven is ismert a helyiek körében. A Lahn-hegyeken található, ami a romantika ideje óta kedvelt kirándulóhely volt. 1872-ben egy egyesület pénzt gyűjtött, hogy Német Birodalom megalakulásának, valamint a német-francia háború (1870-1871) győzelmének tiszteletére felépítsék a tornyot. De 1876. március 12-ről 13-ra virradó éjjel egy villám belecsapott a csaknem kész toronyba. Végül csak 14 évvel később, 1890. szeptember 2-ra készült el a mai, 36 m magas kilátó torony.

## Múzeumok

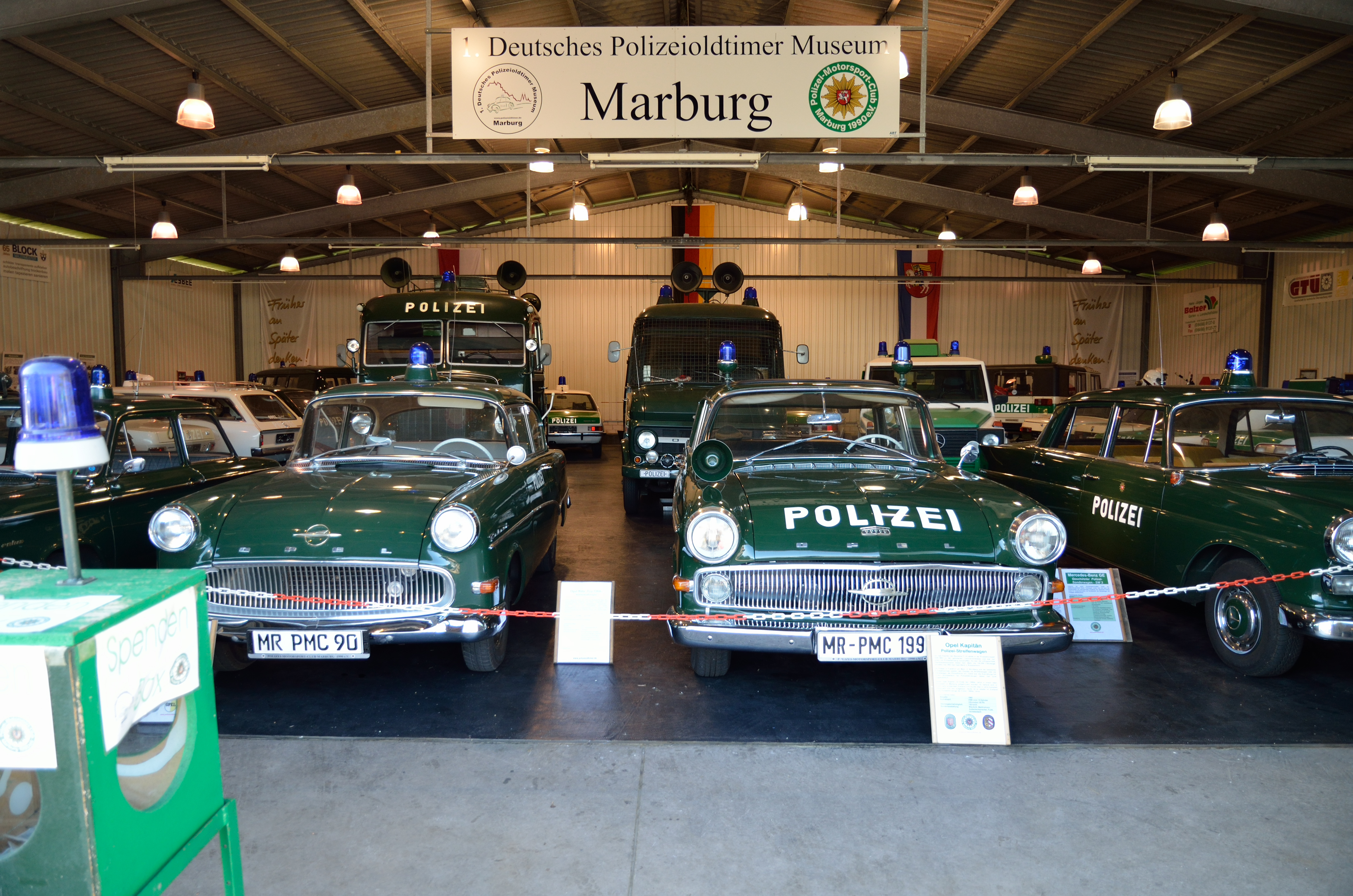
A marburgi 1. Német Rendőrségi Oldtimer Múzeum egyik kiállítóterme

- Művészet- és Kultúrtörténeti Múzeum (Museum für Kunst und Kulturgeschichte)
- Néprajzi gyűjtemény (Völkerkundliche Sammlung)
- Ásványtani Múzeum (Mineralogisches Museum)
- Egyházi oktatási gyűjtemény (Religionskundliche Sammlung)
- Anatómiai Múzeum (Museum anatomicum)
- A gyermekkor Múzeuma (Kindheitsmuseum)
- 1. Német Rendőrségi Oldtimer Múzeum (1. Deutschen Polizeioldtimer-Museum)
- Marburger Kunsthalle

### További látnivalók
- A marburgi óvárosban számtalan faszerkezetes (Fachwerk) házat lehet látni.
- Az 1527-ben épült régi városháza.
- A piactér fölött láthatók a régi, középkori zsinagóga maradványai egy üvegkupola alatt.
- Az 1180 és 1200 között román stílusban épült Kilián-kápolna.

## Testvérvárosok
- Poitiers, Franciaország 1961-től
- Maribor, Szlovénia 1969-től
- Sfax, Tunézia 1971-től
- Eisenach, Németország, Türingia 1988-tól
- Northampton, Egyesült Királyság 1992-től
- Nagyszeben, Románia 2005-től